# 马恩汉
马恩汉（1945年9月—），天津人，中华人民共和国政治人物、外交官。

## 生平
1969年，毕业于挪威奥斯陆大学语言和文学专业，进入中华人民共和国外交部工作，先后在外交部西欧司、驻挪威大使馆、外交部办公厅任职。1992年，任驻挪威大使馆参赞。1995年，任外交部办公厅参赞，后升任外交部办公厅副主任。1998年6月，出任中华人民共和国驻挪威大使。2003年2月，出任中华人民共和国驻葡萄牙大使。2006年7月，自驻葡萄牙大使离任。

## 家庭
已婚，有一子。